# CQD
CQD era una señal de socorro que se utilizaba en las transmisiones telegráficas a principios del siglo XX. CQD se interpretaba como «Come Quickly, Distress» («Vengan Rápido, Problemas»), aunque su auténtico significado era: CQ («Copy Quality», código de llamada general) y D («Distress», «Problema»).
Se originó el 7 de enero de 1904 en la «Circular 57» de la Compañía Marconi Internacional de Comunicaciones Marítimas y se comenzó a utilizar el 10 de febrero de ese año en sus instalaciones.
Los telégrafos habían utilizado tradicionalmente la «calidad de copia» (CQ, «Copy Quality») para identificar mensajes del interés a todas las estaciones a lo largo de una línea de telégrafo y se sigue utilizando hoy en día por radioaficionados para iniciar el contacto (CQ suena a seek you). El prefijo CQ se trasladó a la radio y a los barcos, pero ni el telégrafo ni la radio tenían una llamada de auxilio, por lo que Marconi sugirió el uso de una «D» para señalar que había problemas.
Tras la Conferencia Internacional de la Comunicación Inalámbrica en Mar de Berlín en 1906, en la que se aprobó un nuevo código más sencillo, el SOS adoptado casi un año antes por Alemania, el CQD comenzó su lenta desaparición, aunque cabe señalar que nunca fue realmente adoptado como una señal internacional.
En código morse se escribe — · — · / — — · — / — · ·, con lo que se demuestra por qué se sustituyó por SOS ( ··· — — — ··· ), mucho más sencillo.
En 1912 el buque Titanic usó tanto el código CQD como el SOS para pedir ayuda durante su hundimiento.